# Opere di Francesco Guardi
Questa pagina contiene una tabella con le maggiori opere di Francesco Guardi corredate da immagini. A Francesco Guardi sono attribuite circa 850 opere, che vanno dal quarto decennio del Settecento al 1790.

## Le opere maggiori
| Immagine | Titolo                                                                                  | Data                               | Dimensioni in cm | Tecnica | Supporto | Paese         | Città             | Luogo di conservazione                           |
| -------- | --------------------------------------------------------------------------------------- | ---------------------------------- | ---------------- | ------- | -------- | ------------- | ----------------- | ------------------------------------------------ |
|          | Apparizione dell'angelo a san Francesco d'Assisi                                        | 1738                               | 117 × 403 cm     | olio    | tela     | Italia        | Vigo di Ton       | Chiesa di Santa Maria Assunta                    |
|          | Lavanda dei piedi                                                                       | 1738                               | 115 × 410 cm     | olio    | tela     | Italia        | Vigo di Ton       | Chiesa di Santa Maria Assunta                    |
|          | Santo adorante l'Eucaristia                                                             | 1740 circa                         | 87 × 69 cm       | olio    | tela     | Italia        | Trento            | Castello del Buonconsiglio                       |
|          | Canal Grande con San Geremia, Palazzo Labia e l'ingresso di Cannaregio                  | 1740-1750                          | 92,1 x 131,6 cm  | olio    | tela     | Stati Uniti   | Baltimora         | Baltimore Museum of Art                          |
|          | Veduta di Venezia con la chiesa di Santa Maria della Salute                             | 1740-1750                          | 92 x 130 cm      | olio    | tela     | Stati Uniti   | Baltimora         | Baltimore Museum of Art                          |
|          | Piazzetta di San Marco a Venezia                                                        | 1740-1750                          | 36,6 × 45,6      | olio    | tela     | Germania      | Berlino           | Gemäldegalerie                                   |
|          | Il Parlatorio delle monache di San Zaccaria                                             | 1745-1750                          | 108 x 208 cm     | olio    | tela     | Italia        | Venezia           | Ca' Rezzonico                                    |
|          | Il Ridotto di palazzo Dandolo                                                           | 1746-1750                          | 108 x 208 cm     | olio    | tela     | Italia        | Venezia           | Ca' Rezzonico                                    |
|          | Capriccio con ponti su un canale                                                        | 1750 circa                         | 30 × 53 cm       | olio    | tela     | Italia        | Firenze           | Galleria degli Uffizi                            |
|          | Capriccio con arco e pontile                                                            | 1750 circa                         | 30 × 53 cm       | olio    | tela     | Italia        | Firenze           | Galleria degli Uffizi                            |
|          | Veduta dal cancello                                                                     | 1750-1785                          | 60 x 43 cm       | olio    | tela     | Germania      | Monaco di Baviera | Alte Pinakothek                                  |
|          | Veduta del Canal Grande con le Fabbriche Nuove di Rialto                                | 1756-1760                          | 56 × 75 cm       | olio    | tela     | Italia        | Milano            | Pinacoteca di Brera                              |
|          | Veduta del Canal Grande verso Rialto con Palazzo Grimani e Palazzo Manin                | 1756-1760                          | 56 × 75 cm       | olio    | tela     | Italia        | Milano            | Pinacoteca di Brera                              |
|          | Veduta della Giudecca e zattere                                                         | 1757-1758                          | 71,3 × 119 cm    | olio    | tela     | Spagna        | Madrid            | Museo Thyssen-Bornemisza                         |
|          | Processione notturna in Piazza San Marco                                                | 1758                               | 48 x 85 cm       | olio    | tela     | Regno Unito   | Oxford            | Ashmolean Museum                                 |
|          | La Piazzetta guardando verso San Giorgio Maggiore                                       | 1758 circa                         | 49 × 83,5 cm     | olio    | tela     | Italia        | Treviso           | Musei civici di Treviso                          |
|          | Capriccio di un porto                                                                   | 1760-1770                          | 122 x 178 cm     | olio    | tela     | Stati Uniti   | Washington        | National Gallery of Art                          |
|          | Canal Grande vicino a San Geremia                                                       | 1760 circa                         | 71,5 × 120 cm    | olio    | tela     | Germania      | Monaco di Baviera | Alte Pinakothek                                  |
|          | Veduta di Rialto e del Palazzo dei Camerlenghi                                          | 1760 circa                         | 72,5 × 120 cm    | olio    | tela     | Germania      | Monaco di Baviera | Alte Pinakothek                                  |
|          | La Chiesa di S. Maria della Salute a Venezia                                            | 1760-1765                          | 72,5 x 80,5 cm   | olio    | tela     | Austria       | Vienna            | Gemäldegalerie der Akademie der bildenden Künste |
|          | Piazzetta con Palazzo Ducale a Venezia                                                  | 1760-1765                          | 72,5 x 80,5 cm   | olio    | tela     | Austria       | Vienna            | Gemäldegalerie der Akademie der bildenden Künste |
|          | Le rive della Piazzetta a Venezia                                                       | 1760-1765                          | 72,5 x 80,5 cm   | olio    | tela     | Austria       | Vienna            | Gemäldegalerie der Akademie der bildenden Künste |
|          | Piazzetta con la Libreria Vecchia a Venezia                                             | 1760-1765                          | 72,5 x 80,5 cm   | olio    | tela     | Austria       | Vienna            | Gemäldegalerie der Akademie der bildenden Künste |
|          | Veduta di Venezia con la Dogana e la chiesa di Santa Maria della Salute                 | 1760-1790                          | 32,5 x 52 cm     | olio    | tela     | Regno Unito   | Birmingham        | Birmingham Museum and Art Gallery                |
|          | Capriccio con arco in rovina e laguna                                                   | 1760-1780                          | 45,5 × 70,5 cm   | olio    | tela     | Paesi Bassi   | Amsterdam         | Rijksmuseum                                      |
|          | Veduta del Prato della Valle a Padova                                                   | 1760-1770                          | 73 × 129 cm      | olio    | tela     | Francia       | Digione           | Museo delle belle arti di Digione                |
|          | Veduta di Piazza san Marco                                                              | 1760-1770                          | 62 x 96 cm       | olio    | tela     | Italia        | Bergamo           | Accademia Carrara                                |
|          | Veduta del Canale della Giudecca a nord-ovest con le Zattere                            | 1761-1770                          | 45,7 x 86,2 cm   | olio    | tela     | Germania      | Berlino           | Gemäldegalerie                                   |
|          | Campo Santi Giovanni e Paolo                                                            | 1762-1763                          | 73,5 × 121 cm    | olio    | tela     | Francia       | Parigi            | Museo del Louvre                                 |
|          | Miracolo di un santo domenicano                                                         | 1763                               | 122 × 172 cm     | olio    | tela     | Austria       | Vienna            | Kunsthistorisches Museum                         |
|          | Gondole sulla laguna                                                                    | 1765 circa                         | 31 × 41,8 cm     | olio    | tela     | Italia        | Milano            | Museo Poldi Pezzoli                              |
|          | Veduta dell'Isola di San Giorgio Maggiore                                               | 1765-1775                          | 43 × 61 cm       | olio    | tela     | Russia        | San Pietroburgo   | Ermitage                                         |
|          | Il Ridotto Pubblico a Palazzo Dandolo                                                   | 1765–1768 circa                    | 34 x 50,8 cm     | olio    | tela     | Stati Uniti   | New York          | Metropolitan Museum of Art                       |
|          | L'Anticamera della Sala del Maggior Consiglio                                           | 1765–1768 circa                    | 34 x 50,8 cm     | olio    | tela     | Stati Uniti   | New York          | Metropolitan Museum of Art                       |
|          | Piazza San Marco                                                                        | Fine degli anni '60 del Settecento | 68,9 x 85,7 cm   | olio    | tela     | Stati Uniti   | New York          | Metropolitan Museum of Art                       |
|          | Il Canal Grande sopra Rialto                                                            | Fine degli anni '60 del Settecento | 53,3 × 85,7 cm   | olio    | tela     | Stati Uniti   | New York          | Metropolitan Museum of Art                       |
|          | Presentazione del doge al popolo nella basilica di S. Marco                             | 1766-1770                          | 67 × 100 cm      | olio    | tela     | Belgio        | Bruxelles         | Museo reale delle belle arti del Belgio          |
|          | Il Doge di Venezia trasportato dai gondolieri dopo la sua elezione in Piazza San Marco  | 1766-1770                          | 67 × 100 cm      | olio    | tela     | Francia       | Grenoble          | Museo di Grenoble                                |
|          | Udienza concessa dal Doge                                                               | 1766-1770                          | 67 × 102 cm      | olio    | tela     | Francia       | Parigi            | Museo del Louvre                                 |
|          | Il Doge alla Basilica della Salute                                                      | 1766-1770                          | 67 × 101 cm      | olio    | tela     | Francia       | Parigi            | Museo del Louvre                                 |
|          | La festa del Giovedì Grasso in Piazzetta                                                | 1766-1770                          | 81,7 × 115 cm    | olio    | tela     | Francia       | Parigi            | Museo del Louvre                                 |
|          | La processione del Doge alla Chiesa di San Zaccaria nel giorno di Pasqua                | 1766-1770                          | 67 × 101 cm      | olio    | tela     | Francia       | Parigi            | Museo del Louvre                                 |
|          | Il Doge sul Bucintoro a San Nicolò del Lido                                             | 1766-1770                          | 67 × 101 cm      | olio    | tela     | Francia       | Parigi            | Museo del Louvre                                 |
|          | L'incoronazione del Doge                                                                | 1766-1770                          | 66,5 × 101 cm    | olio    | tela     | Francia       | Parigi            | Museo del Louvre                                 |
|          | Partenza del Bucintoro per san Nicolò di Lido il giorno dell'Ascensione                 | 1766-1770                          | 66 × 101 cm      | olio    | tela     | Francia       | Parigi            | Museo del Louvre                                 |
|          | Il Doge di Venezia ringrazia il Consiglio maggiore                                      | 1770-1780                          | 67 × 101 cm      | olio    | tela     | Francia       | Parigi            | Museo del Louvre                                 |
|          | Un cortile veneziano                                                                    | 1770 circa                         | 54,4 x 40,7 cm   | olio    | tela     | Stati Uniti   | Baltimora         | Walters Art Museum                               |
|          | Arco fantastico con figure umane                                                        | 1770 circa                         | 39 x 26 cm       | olio    | tela     | Italia        | Bergamo           | Accademia Carrara                                |
|          | Piazza San Marco a Venezia con la Torre dell'Orologio                                   | 1770-1775                          | 62,5 x 89,5 cm   | olio    | tela     | Austria       | Vienna            | Gemäldegalerie der Akademie der bildenden Künste |
|          | La Piazzetta con la Libreria Vecchia a Venezia                                          | 1770-1775                          | 62,7 x 89,5 cm   | olio    | tela     | Austria       | Vienna            | Gemäldegalerie der Akademie der bildenden Künste |
|          | Regata sul Canal Grande                                                                 | 1770-1775                          | 61 x 91 cm       | olio    | tela     | Portogallo    | Lisbona           | Museo Calouste Gulbenkian                        |
|          | La Festa dell'Ascensione in Piazza San Marco                                            | 1770-1775                          | 48 x 78 cm       | olio    | tela     | Portogallo    | Lisbona           | Museo Calouste Gulbenkian                        |
|          | Il Canale della Giudecca con la Chiesa di Santa Marta                                   | 1770-1780                          | 32,5 x 46,5 cm   | olio    | tela     | Portogallo    | Lisbona           | Museo Calouste Gulbenkian                        |
|          | Capriccio con tempio in rovina e pescatori                                              | 1770-1793                          | 44 × 54,5 cm     | olio    | tela     | Paesi Bassi   | Amsterdam         | Rijksmuseum                                      |
|          | Veduta di Venezia con Piazza S. Marco e la torre dell'Orologio                          | 1775 circa                         | 75 x 98 cm       | olio    | tela     | Serbia        | Belgrado          | Museo nazionale di Serbia                        |
|          | Ponte di Rialto                                                                         | 1775 circa                         | 54,61 x 85,09 cm | olio    | tela     | Stati Uniti   | San Diego         | San Diego Museum of Art                          |
|          | La Torre dell'Orologio in Piazza San Marco                                              | 1775 circa                         | 44 × 70,5 cm     | olio    | tela     | Germania      | Monaco di Baviera | Alte Pinakothek                                  |
|          | Veduta sul Canale di Cannaregio                                                         | 1775-1780                          | 50 x 76,8 cm     | olio    | tela     | Stati Uniti   | Washington        | National Gallery of Art                          |
|          | Porta dell'Arsenale di Venezia                                                          | post 1776                          | 29,5 × 45 cm     | olio    | tela     | Austria       | Vienna            | Kunsthistorisches Museum                         |
|          | Piazza San Marco a Venezia                                                              | post 1776                          | 29,5 × 44,7 cm   | olio    | tela     | Austria       | Vienna            | Kunsthistorisches Museum                         |
|          | Canal Grande con Santa Lucia e Santa Maria di Nazareth                                  | 1775-1780                          | 48 x 78 cm       | olio    | tela     | Spagna        | Madrid            | Museo Thyssen-Bornemisza                         |
|          | La santissima Trinità con i santi Pietro e Paolo                                        | 1777-1782                          | 295 x 155 cm     | olio    | tela     | Italia        | Roncegno Terme    | Chiesa dei Santi Pietro e Paolo                  |
|          | La festa del Bucintoro di Venezia                                                       | 1780-1790                          | 98 x 138 cm      | olio    | tela     | Danimarca     | Copenaghen        | Statens Museum for Kunst                         |
|          | Capriccio con architetture e gruppo di Pulcinella                                       | 1780 circa                         | 42 x 29 cm       | olio    | tela     | Italia        | Bergamo           | Accademia Carrara                                |
|          | Veduta del ponte di Rialto a Venezia                                                    | 1780 circa                         | 24 x 34 cm       | olio    | tela     | Italia        | Bergamo           | Accademia Carrara                                |
|          | Veduta dell'isola di San Giorgio Maggiore con la punta della Giudecca a Venezia         | 1780 circa                         | 23 x 33 cm       | olio    | tela     | Italia        | Bergamo           | Accademia Carrara                                |
|          | Veduta di Santa Maria della Salute e della Dogana                                       | 1780 circa                         | 43,5 x 59,5 cm   | olio    | tela     | Germania      | Monaco di Baviera | Alte Pinakothek                                  |
|          | Canal Grande con San Simeone Piccolo e Santa Lucia                                      | 1780 circa                         | 48 x 78 cm       | olio    | tela     | Spagna        | Madrid            | Museo Thyssen-Bornemisza                         |
|          | Canal Grande con San Simeone Piccolo                                                    | 1780 circa                         | 63 x 89,5 cm     | olio    | tela     | Austria       | Vienna            | Gemäldegalerie der Akademie der bildenden Künste |
|          | Veduta di Santa Maria della Salute                                                      | 1780 circa                         | 29,5 × 43,5 cm   | olio    | tela     | Francia       | Parigi            | Museo del Louvre                                 |
|          | Il Ponte di Rialto a Venezia                                                            | 1780 circa                         | 20,2 × 29 cm     | olio    | tela     | Francia       | Parigi            | Museo del Louvre                                 |
|          | La Chiesa di San Giorgio Maggiore a Venezia                                             | 1780 circa                         | 20,2 × 29 cm     | olio    | tela     | Francia       | Parigi            | Museo del Louvre                                 |
|          | Palazzo Ducale visto dal bacino di San Marco                                            | 1780-1790                          | 42 × 68 cm       | olio    | tela     | Francia       | Parigi            | Museo del Louvre                                 |
|          | Veduta della Giudecca con le zattere                                                    | 1780 circa                         | 34 × 53 cm       | olio    | tela     | Francia       | Parigi            | Museo del Louvre                                 |
|          | Il Doge sposa l'Adriatico                                                               | 1780 circa                         | 39 × 57 cm       | olio    | tela     | Template:EIRE | Dublino           | Galleria nazionale d'Irlanda                     |
|          | Fantasia architettonica con cortile                                                     | 1780-1785                          | 38 × 26 cm       | olio    | tela     | Russia        | Mosca             | Museo Puškin delle belle arti                    |
|          | Fantasia architettonica con arco gotico in rovina                                       | 1780-1785                          | 38 × 26 cm       | olio    | tela     | Russia        | Mosca             | Museo Puškin delle belle arti                    |
|          | Regata sul Canal Grande, vicino al Ponte di Rialto                                      | 1780-1793                          | 48 × 79 cm       | olio    | tela     | Paesi Bassi   | Amsterdam         | Rijksmuseum                                      |
|          | Concerto di dame al Casino dei Filarmonici                                              | 1782                               | 68 × 91 cm       | olio    | tela     | Germania      | Monaco di Baviera | Alte Pinakothek                                  |
|          | Veduta di Venezia con papa Pio VI che benedice la folla in Campo Santi Giovanni e Paolo | 1782                               | 63,5 x 78,5 cm   | olio    | tela     | Regno Unito   | Oxford            | Ashmolean Museum                                 |
|          | Tribuna temporanea in Campo San Zanipolo                                                | 1782 circa                         | 37,5 x 31,5 cm   | olio    | tela     | Stati Uniti   | Washington        | National Gallery of Art                          |
|          | La salita in mongolfiera                                                                | 1784                               | 70 x 53,7 cm     | olio    | tela     | Germania      | Berlino           | Gemäldegalerie                                   |
|          | Regata sul Canale della Giudecca                                                        | 1784-1789                          | 61 × 93 cm       | olio    | tela     | Germania      | Monaco di Baviera | Alte Pinakothek                                  |
|          | Veduta fantasiosa di Castel Sant'Angelo                                                 | 1785 circa                         | 46,8 x 76,3 cm   | olio    | tela     | Stati Uniti   | Washington        | National Gallery of Art                          |
|          | Il bacino di San Marco verso l'Isola di San Giorgio                                     | 1785 circa                         | 36 x 44,2 cm     | olio    | tela     | Italia        | Modena            | Galleria Estense                                 |
|          | Il Rio dei Mendicanti                                                                   | 1785-1790                          | 19 x 15 cm       | olio    | tela     | Italia        | Bergamo           | Accademia Carrara                                |
|          | Dame e gentiluomini all'ingresso di una villa                                           | 1785-1790                          | 19 x 15 cm       | olio    | tela     | Italia        | Bergamo           | Accademia Carrara                                |
|          | L'incendio nel quartiere di San Marcuola                                                | 1789-1790                          | 42,5 × 62,2 cm   | olio    | tela     | Germania      | Monaco di Baviera | Alte Pinakothek                                  |
|          | Veduta del chiostro dei Frari a Venezia                                                 | 1790-1793                          | 13 x 18 cm       | olio    | tela     | Italia        | Bergamo           | Accademia Carrara                                |